# 南多摩斎場
南多摩斎場（みなみたまさいじょう）は、東京都町田市にある一部事務組合南多摩斎場組合が運営する公営斎場で火葬場を併設している。

## 所在地
- 〒194-0201 東京都町田市上小山田町2147

## 組織市
町田市、多摩市、八王子市、日野市、稲城市

## 施設概要
- 火葬炉 12基 （灯油）
- 待合室 13室 （和室2、洋室11）
- 霊安室 2室6基
- 式場 3室
  - 第一式場 104名、第二式場 35名、第三式場 80名
- 売店
- 駐車場 100台

## 歴史
- 1975年（昭和50年）
  - 10月1日 - 南多摩斎場組合設立（八王子市、町田市、多摩市、稲城市）
  - 11月26日 - 火葬業務開始（火葬炉6基、待合室3室）[1]
- 1983年（昭和58年） - 火葬炉3基増設
- 1985年（昭和60年）
  - 3月27日 - 日野市が組合に加入
  - 時期不明 - 待合室3室増設
- 1996年（平成8年） - 火葬炉3基、待合室4室増設、式場設置
- 2009年（平成21年）3月 - 式場棟竣工、待合室3室増設

## 交通
- 京王相模原線南大沢駅 タクシーで5分
- 京王相模原線多摩境駅 タクシーで5分
- 横浜線相模原駅 タクシーで15分

- バス
  - 横浜線・相模線・京王相模原線橋本駅北口、京王相模原線多摩境駅から神奈中多摩車庫行きに乗車、多摩境通り北バス停より徒歩7分。
  - 横浜線淵野辺駅北口から神奈中多摩車庫行きに乗車、小山ヶ丘一丁目バス停より徒歩5分。

※2025年3月までは横浜線相模原駅と京王相模原線南大沢駅を結ぶバスも運行されていた。